# Australski dolar
Australski dolar (eng. Australian dollar) je službena valuta Australije (uključujući Božićni otok, Kokosove otoke i Otok Norfolk), te neovisnih pacifičkih država Kiribati, Nauru i Tuvalu.
Uveden je 14. veljače 1966. godine, kada je zamijenio australsku funtu i to u omjeru dva dolara za jednu funtu.
| Yahoo! Finance: | CAD CHF EUR GBP HKD JPY USD |
| XE.com:         | CAD CHF EUR GBP HKD JPY USD |

## Vanjske poveznice
- Australien (Banknoten) (Australski novčanice) Abenteuer Reisen - Bis ans Ende der Welt - Heiko Otto (njem.) (engl.)